# Организация „Тот“
Организация „Тот“ (на немски: Organisation Todt, OT) е строителна организация от времето на Третия райх, носеща името на основателя си Фриц Тот.
Възниква официално през 1938 г., но е премахната след разпада на Германския райх през 1945 г. Става известна с използването на принудителен труд.
Това е германска правителствена организация, зависеща главно от Имперското министерство на оръжията, боеприпасите и въоръжаването, придобила всякакви правомощия в разгара на Втората световна война – предимно с изграждането на Атлантическия вал, чийто строеж започнал през пролетта на 1941 г.
За целта доброволци от Arbeitseinsatz (название на заловените от Германия пленници) са принудени да работят в изграждането на укрепления, бункери и крайбрежни пътища.

## Айнзацгрупи
Разширена Германия
- Германия I („Таненберг“) (Растенбург)
- Германия II (Берлин)
- Германия III („Ханза“) (Есен)
- Германия IV („Кифхойзер“) (Ваймар)
- Германия V (Хайделберг)
- Германия VI (Мюнхен)
- Германия VII (Прага)
- Германия VIII ("Алпи) (Филах)

Германия и чужбина
- OT-Айнзацгрупи Райх (Берлин)
- OT-Айнзацгрупи Изток (Киев)
- OT-Айнзацгрупи Югоизток (Белград)
- OT-Айнзацгрупи Запад (Париж)
- OT-Айнзацгрупи Викинг (Осло)

## Отличия
Звания
- Chef der OT
- OT-Einsatzgruppenleiter I
- OT-Einsatzgruppenleiter II
- OT-Einsatzleiter
- OT-Hauptbauleiter
- OT-Bauleiter
- OT-Hauptbauführer
- OT-Oberbauführer
- OT-Bauführer
- OT-Haupttruppführer
- OT-Obertruppführer
- OT-Truppführer
- OT-Oberstfrontführer
- OT-Oberstabsfrontführer
- OT-Stabsfrontführer
- OT-Oberfrontführer'
- OT-Frontführer
- OT-Obermeister
- OT-Obermeister
- OT-Meister
- OT-Vorarbeiter
- OT-Stammarbeiter
- OT-Arbeiter

Емблеми
До 1943 г. важни фронтови/стройтелни лидери носещи пагони от този род, били разделяни по цвят с цел разграничаване на цветовете – бяло (грижи), синьо (медицинско обслужване), черно (строитенли техници), зелено (администрация) и жълто (поща).
Ръкавни нашивки
Пагони (до 1943 г.)